# Qualitäts-Gütesiegel für den Schweizer Tourismus
|                                                                | Dieser Artikel wurde im Portal Tourismus und Sehenswürdigkeiten zur Verbesserung eingetragen. Hilf mit, ihn zu bearbeiten, und beteilige dich an der Diskussion! |
| Vorlage:Portalhinweis/Wartung/Tourismus und Sehenswürdigkeiten | |

Das Qualitäts-Programm des Schweizer Tourismus ist ein Qualitätssicherungs-Tool für Unternehmen im schweizerischen Tourismusmarkt, welches den Betrieben die Möglichkeit bietet, ihre Dienstleistungen im Rahmen einer Qualitätsprüfung zu bewerten und sich ein Gütesiegel für drei Jahre ausstellen zu lassen. Das Programm hat die Steigerung des Qualitätsbewusstseins, die Branchenzusammenarbeit, sowie die Qualitätsoptimierung im Schweizer Tourismus zum Ziel.
Das Qualitäts-Programm wurde in Basel an der internationalen Fachmesse für Hotellerie, Gastronomie und Ausser-Haus-Konsum (IGEHO) im November 1997 lanciert.

## Verschiedene Qs
Es kann zwischen drei Qualitätsstufen unterschieden werden, wobei sich eine Unternehmung nach der erfolgreichen Einführung der vorhergehenden Stufe für die nächsthöhere prüfen und auszeichnen lassen oder direkt auf der gewünschten Stufe einsteigen kann.
1. Stufe
Die Stufe I beinhaltet Punkte der primären Qualitätsentwicklung, eine innerbetriebliche Motivierung des Personals für Qualitätspflege und -steigerung und richtet sich insbesondere an die Servicequalität.
2. Stufe
Mit der Stufe II soll eine Qualitätssicherung erreicht werden. Sie widmet sich insbesondere der Führungsqualität.
3. Stufe
Die III. und letzte Stufe des Qualitäts-Programms führt zu einem umfassenden Qualitätsmanagement-System (QMS) mit internationaler Anerkennung. Auch hier ist das längerfristige Ziel der kontinuierliche Verbesserungsprozess.

## Die Trägerorganisationen des Programmes
Schweizer Tourismus-Verband (STV), Schweiz Tourismus (ST), Gastrosuisse (GS), hotelleriesuisse (HS), Seilbahnen Schweiz (SBS), Verband öffentlicher Verkehr (VöV), Regionaldirektoren-Konferenz (RDK), Verband Schweizer Tourismusmanager (VSTM), Car Tourisme Suisse, SWISS SNOWSPORTS (SSSA), Hotel & Gastro Union (HGU).